# Pădureni (gmina Ciurlia)
Pădureni – wieś w Rumunii, w okręgu Kluż, w gminie Ciurila. W 2011 roku liczyła 132 mieszkańców.